# 日産・テラ
テラ（Terra）は、日産自動車が中国・東南アジア・中東・アフリカ市場向けに販売する3列シートSUV(PPV)である（日本未発売）。日産の中期計画「Nissan M.O.V.E. to 2022」におけるLCV（小型商用車）事業の新型車の第一弾として発表された。

## 初代 WD23型（2018年 - ）

### 歴史
同社のピックアップトラックD23型ナバラの開発が始まった2011年、日産はパラディンの後継車としてナバラをベースにしたSUVの開発を検討していた。開発の初期段階では当時成長していた中国、中東市場がターゲットだったものの、日産の幹部らがセグメントごとの新しいSUVのポジションを決めかねていたことと、すでにエクストレイルが近しい立位置にあったため、開発は2014年から2015年にかけて中止された。しかし、トヨタ・フォーチュナー、三菱・パジェロスポーツ、フォード・エベレストといったラダーフレームSUVが人気を博していたため、再び「テラ」という名称で開発が再開された。
当初は2016年に発売される予定であったが、上記の競合車のフルモデルチェンジに対抗した設計の見直し、タイ政府が導入した排出ガスに基づく物品税制度への対応として、新開発のYS23DDTT型ディーゼルエンジンを搭載することになったため、発表が2年遅れたかたちとなった。
2018年2月26日に日産本社より新型車種として発表され、最終的に車両の正式な詳細は同年3月15日に明らかになった。
2018年4月12日に中国市場で販売がスタートした。
同年5月29日にフィリピンでの販売を開始した。フィリピン仕様は中国仕様と比較すると全幅が15 mm、全長が3 mm拡大し、座席数は7に増える。 また、5つのグレードが用意されている。
同年8月2日、第26回ガイキンド・インドネシア国際オートショーでインドネシア仕様が発表された。インドネシア仕様はタイから輸入され、フィリピン版と同様の仕様が付属していた。販売不振のため2020年から2022年にかけて輸入が一時停止された。輸入停止前には2,757台が販売された。
同年8月16日にタイでも販売を開始した。タイの物品税構造に準拠するために、オプションの2.3 Lディーゼルエンジンが用意されている。この2.3 Lエンジン(YS23DDTT型)は、2.5 Lエンジン(YD25DDTi型)よりもCO2排出量が少なく(196 g/km)、5%の税制優遇措置を受けるためにタイ政府が規制する制限200 g/kmよりも低い。
2019年初頭にブルネイ市場でも発売された。ミッド、ハイ、プレミアムの3つのモデルが提供されている。 すべてのグレードで2.5 Lディーゼルエンジンを搭載し、7速AT(ハイおよびプレミアム)または6速MT(ミッド)と組み合わされる。安全装備はタイヤ空気圧監視システム (プレミアム)、アラウンドビューモニター(プレミアム)のみが搭載されている。オプションで18インチホイール(ハイおよびプレミアム)、17インチホイール(ミッド)、ヒルディセントコントロール(プレミアム)、エアバッグ(計6か所、全グレード)の装備が選択可能である。 
2020年11月25日にGCC市場で、「エクステラ（X-Terra）」として発売された。「エクステラ」という車名が復活するのは5年ぶりのことであるが、英字でのつづりは異なり、あくまでテラの拡張版という位置付けである。また、フェイスリフトが行われ、ダッシュボードのデザインも大幅に変更された。 GCC市場向けのエクステラはSE、チタン、プラチナの4つのグレードで提供され、すべて2.5 L QR25DE型ガソリンエンジンを搭載している。このフェイスリフトにより、安全性と技術がアップグレードされた。
2021年8月19日に、ビッグマイナーチェンジを受けた新型がタイにて発表された。続いてフィリピン仕様も9月1日に発売された。タッチスクリーンの9インチディスプレイオーディオなど、インテリアの変化が大きい。
2021年9月以降に、アフリカ市場でも販売を開始した。2022年の3月時点でその時の在庫は完売しているが、2023年11月現在では新車が販売されている。
同年12月26日にブルネイ仕様もフェイスリフトを行った。グレードはハイとプレミアムの2つが用意され、どちらも7速ATの2.5 Lターボディーゼルエンジンを搭載した。
2022年8月11日、インドネシアではほぼ3年の休止期間を経て第29回ガイキンド・インドネシア国際オートショーで発表され、第2回ガイキンド・ジャカルタ・オートウィークで発表された後、2023年3月10日に販売が開始された。
2022年12月初旬、タイ日産はモーターエキスポ2022にてアルメーラ、キックス、ナバラとともに70周年アニバーサリーモデルを発表した。この4車種にはすべて共通の専用カラーリングとストライプが施される。
2023年、中国市場向けにフェイスリフト前のモデルのバッジを変更したというニュースが浮上したが、これは生産元である鄭州日産汽車から販売されるモデルの話である。バッジを変更したテラは「豊都・パラディン(FENGDU PALADIN)」に名前が変更され、豊都ブランドで販売される。一方、東風日産からはオリジナルと同じ名前で販売されている。
2023年3月1日、タイ日産は新たに「テラスポーツ」を発表した。エクステリアは、ブラックのフロントグリルやフロント及びリアバンパー、リアスポイラー、テールゲートガーニッシュなどピンポイントな部分を専用の仕様に変更しているが、70周年アニバーサリーモデルと似たような内容の変更点も多い。カラーリングはステルスグレー、ホワイトパール、ブラックスターの3色のみ。

### 車両の特徴
同車の開発を監督したチーフプロダクトスペシャリストのペドロ・ディアンダによると、テラはフロントドアパネル、フロントフードボンネット、ドアハンドルをナバラと共有しているという。シャーシとサスペンションは、快適性と操縦性を高めるために短く再設計された。
エンジンはB7、B10、B20といったバイオディーゼル燃料に対応する3つのエンジンオプションにマニュアルモード付7速ATまたは6速MTを組み合わせたものが搭載されている。インテリアは当初ナバラとほぼ同じ構造だったが2021年のビッグマイナーチェンジで新しい構造に変化した。3列シート8人乗りのみが用意されており、ファブリックシートとレザーシートの両方が用意され、BOSEのプレミアムサウンドシステムも搭載されている。エクステリアは日産のアイデンティティであるVモーショングリルが採用されており、2021年のビッグマイナーチェンジでさらに大型化された。

### 安全性能
| ASEAN NCAPスコア   |             |
| 総合評価(星)       | 5/5stars    |
| 乗員(成人)         | 32.18/36.00 |
| 乗員(子供)         | 40.74/49.00 |
| セーフティアシスト | 12.72/18.00 |

### ギャラリー

#### エクステリア

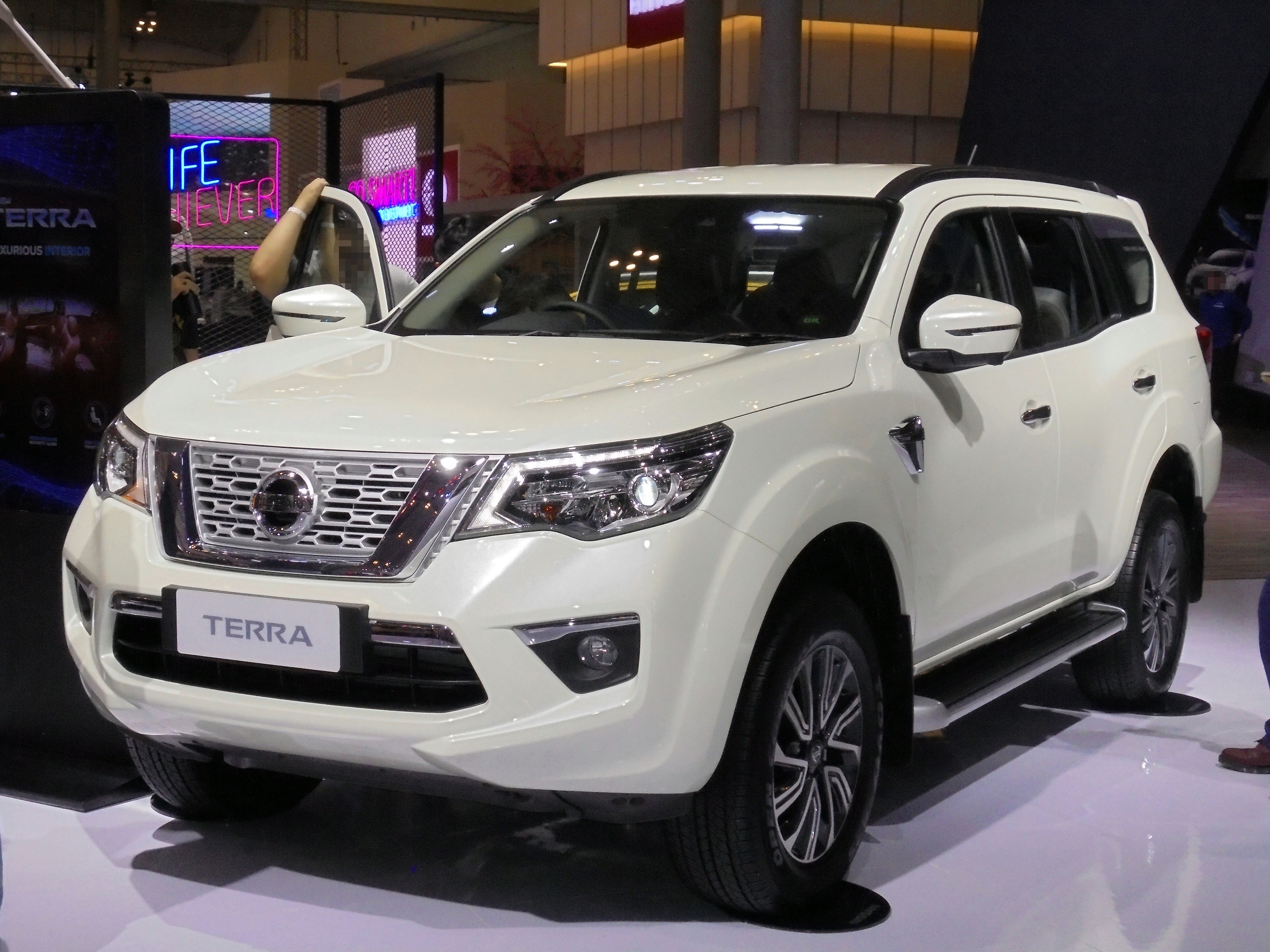
2018年型 2.5 VL 4x2 (インドネシア仕様)
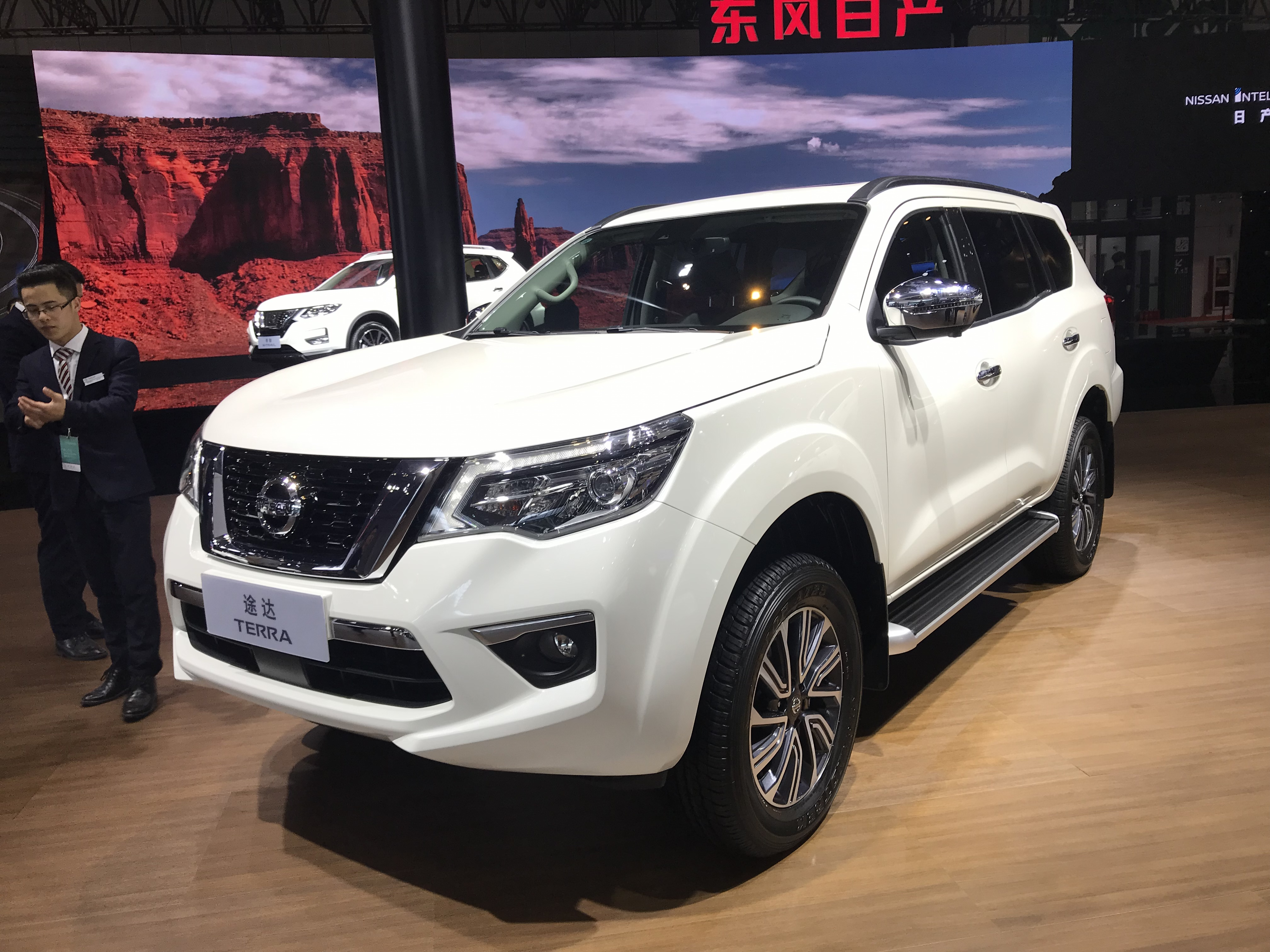
2019年改良型 2.5 VL 4x2 (中国仕様・フロント)
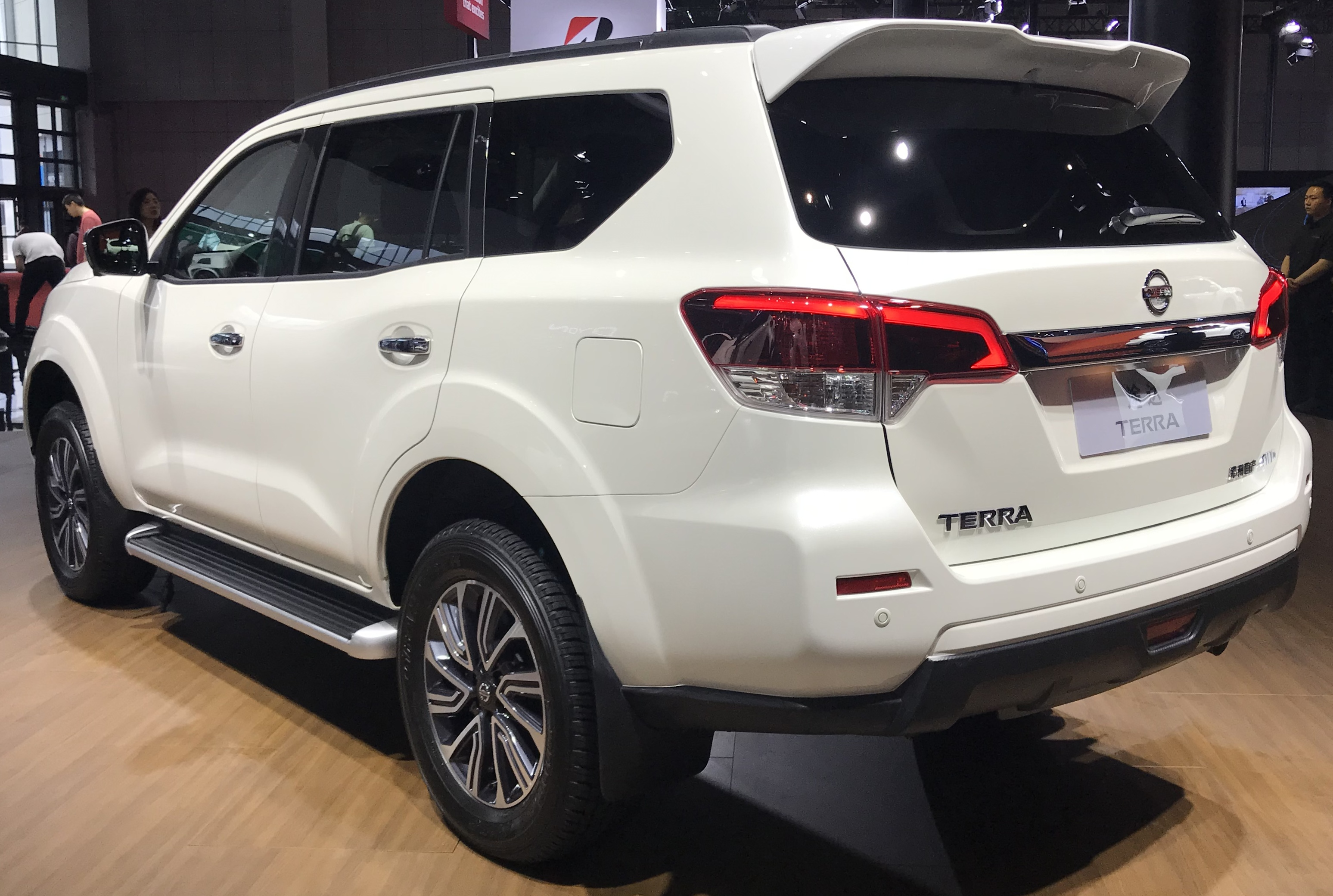
2019年改良型 2.5 VL 4x2 (中国仕様・リア)
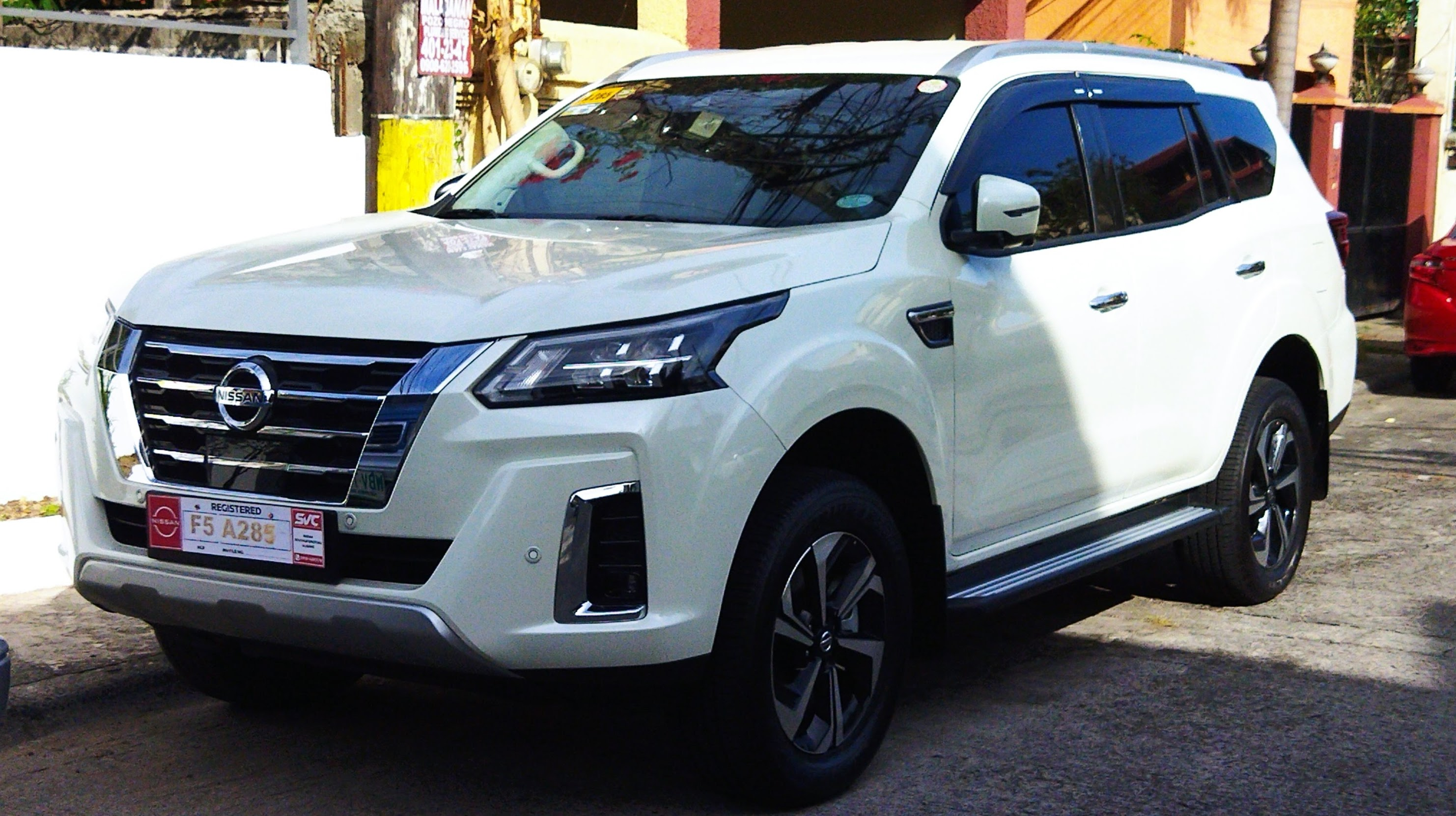
2021年改良型 2.5 VL 4x4 (フィリピン仕様)
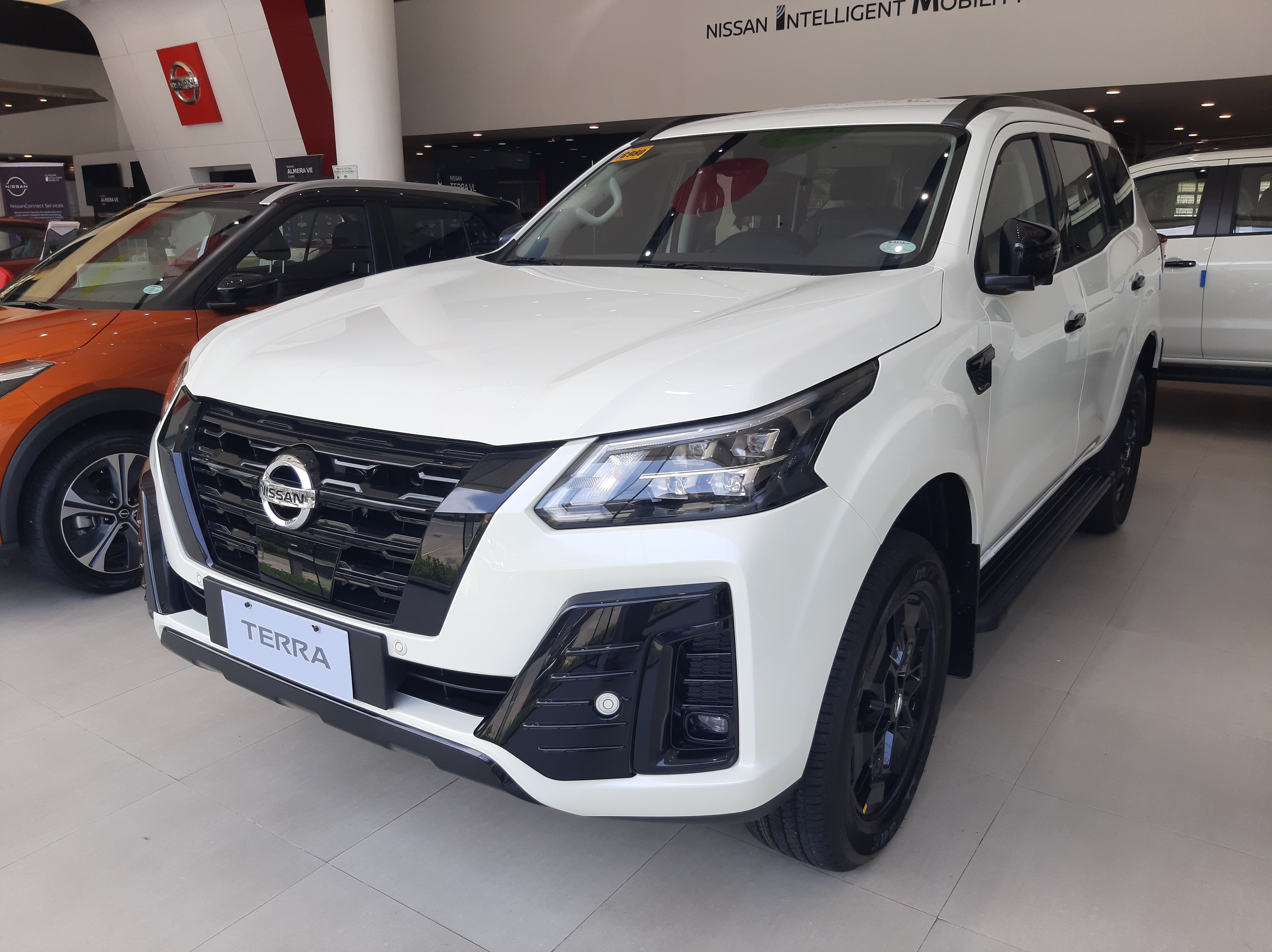
2023年型 VL Sport 4x2 (フィリピン仕様)

#### インテリア

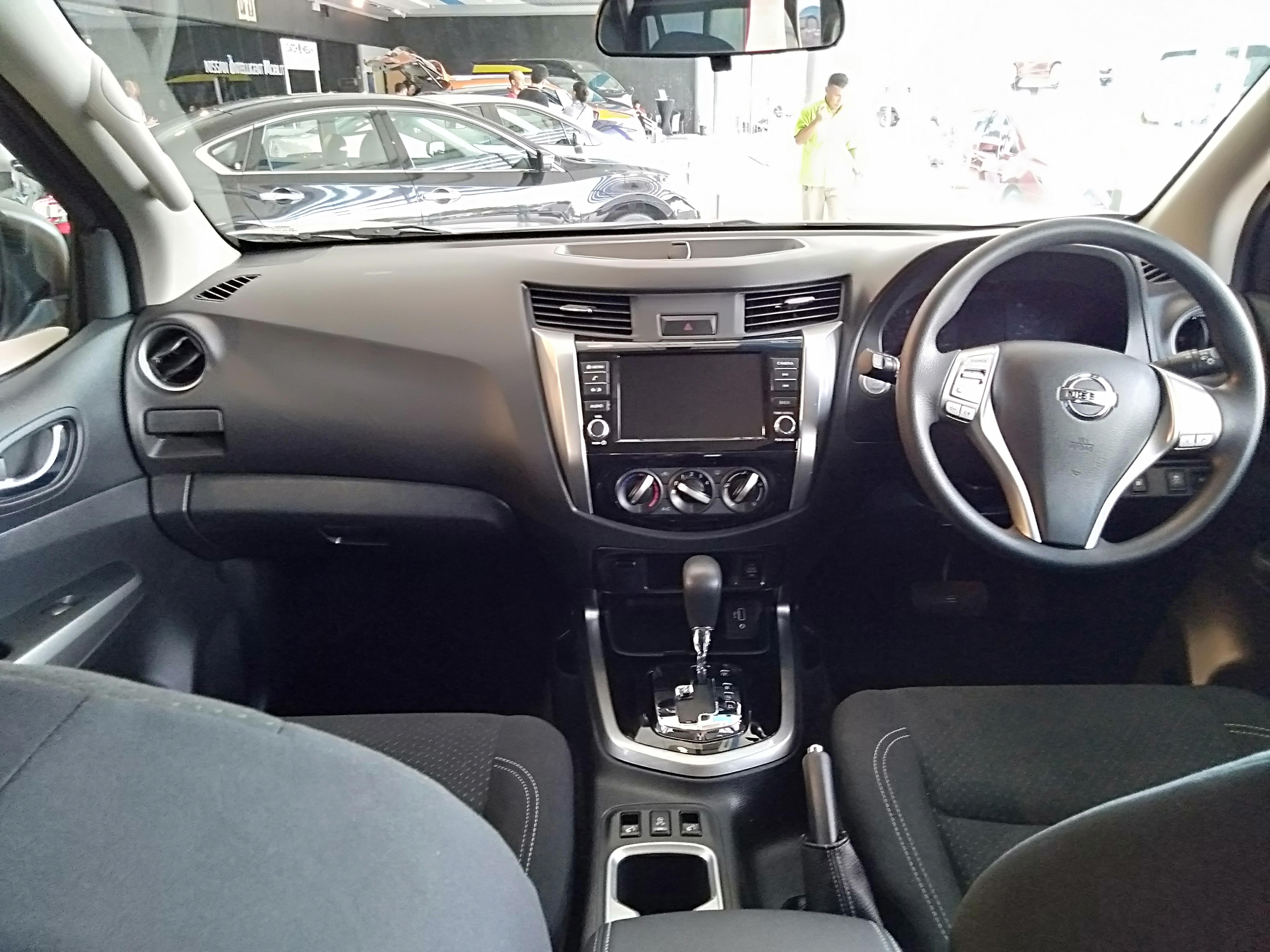
フェイスリフト前(2018年 - 2021年型)のインテリア
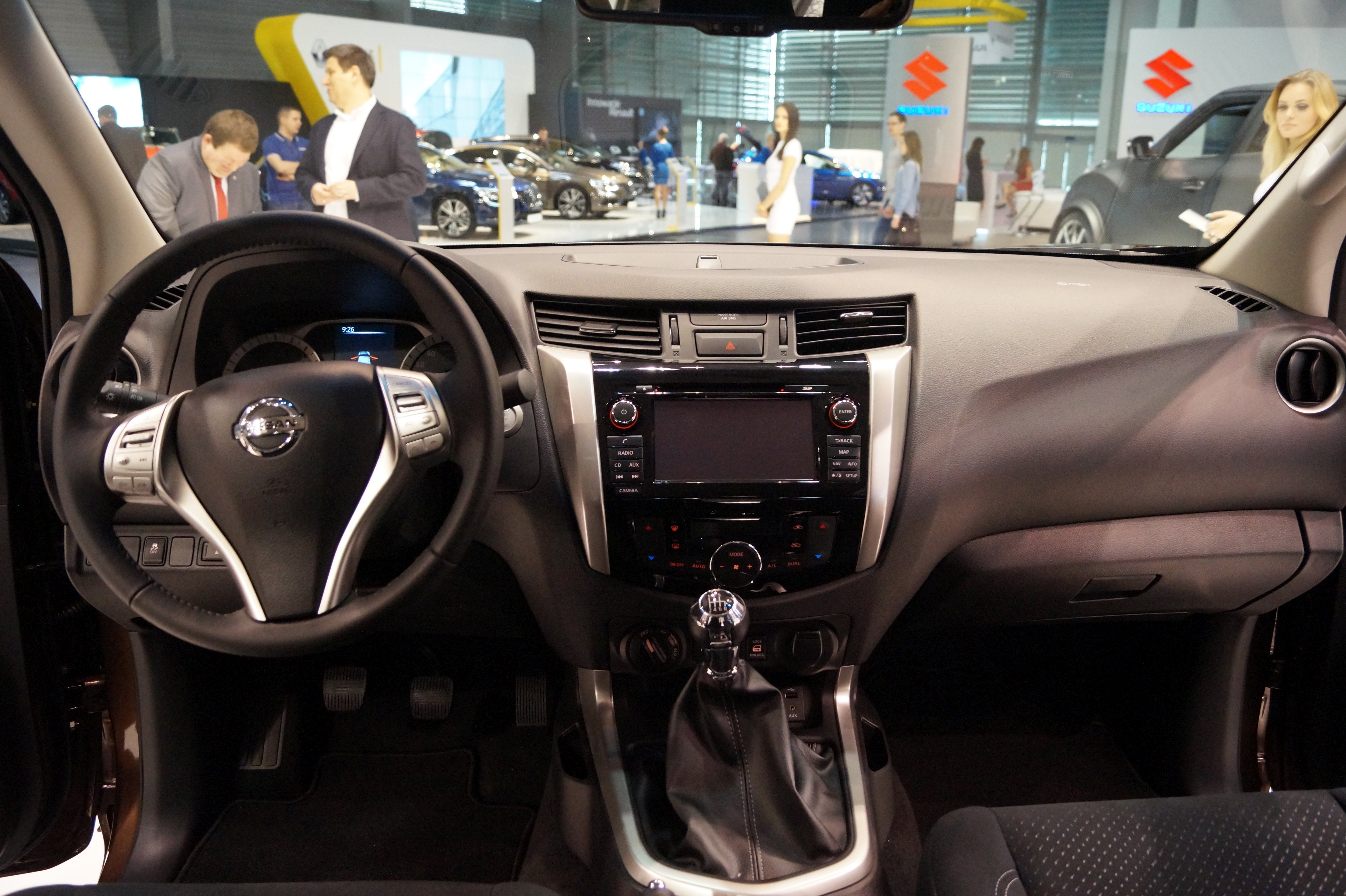
ナバラ(2014年 - 2020年型)のインテリア。テラは設計の多くを共用しているため前期型の造形はほぼ同一である。
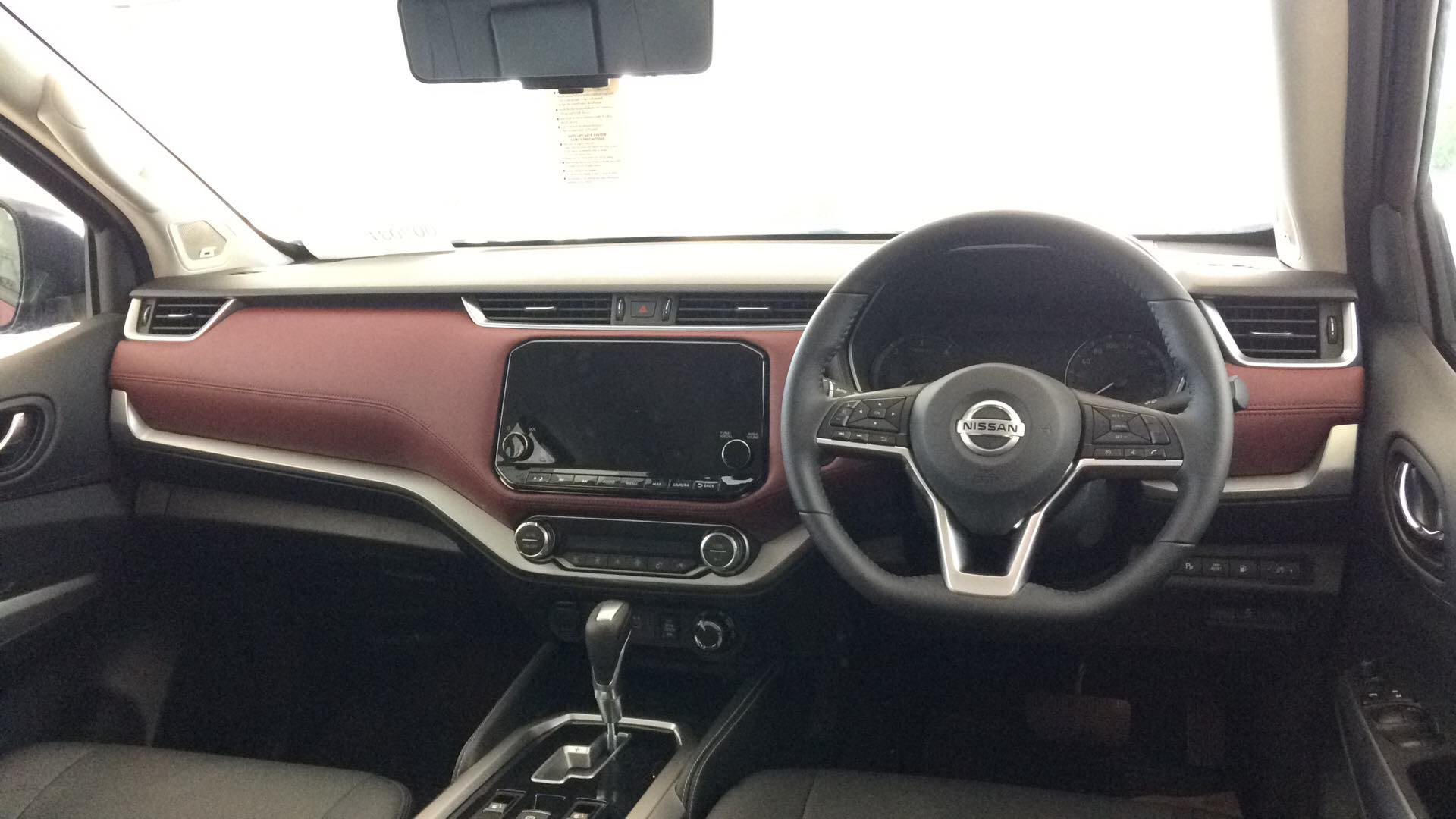
2021年のビッグマイナーチェンジで刷新されたインテリア。全体の質感が向上し、ナビが大型化され電動パーキングブレーキも装備した。

## 販売台数
| 販売年 | 中国   | タイ  | フィリピン | インドネシア |
| ------ | ------ | ----- | ---------- | ------------ |
| 2018   | 12,518 | 1,128 | 4,151      | 791          |
| 2019   | 10,900 | 1,754 | 10,469     | 1,166        |
| 2020   | 14,110 | 1,338 | 3,898      | 800          |
| 2021   | 15,857 | 592   | 3,970      | N/A          |
| 2022   | 9,587  | 1,202 |            | N/A          |
| 2023   |        | 1,148 | N/A        | 126          |

## 名前の由来
「TERRA」という名前はラテン語で「地球」を意味する。